# Bastøy
59°22′30″N 10°31′40″Ø / 59.37500°N 10.52778°Ø
Bastøy, Bastø eller Bastøya er en ø på 2,23 km² som ligger i Oslofjorden sydøst for Horten i Vestfold og Telemark fylke i Norge. Øen ligger i Horten kommune, men ejes af staten.

## Historie

### Bastøy fyr
Bastøy fyr blev oprettet 1840. Fyret bestod af et stenhus med et lavt tårn. Det blev erstattet af en signallygte i 1986. Fyret på Bastøy er ikke længere betjent, men bruges fortsat til blandt andet kursusvirksomhed.

### Bastøy kirke
Bastøy kirke er en stenkirke bygget i 1902.

### Bastøy skolehjem
I  1898 købte staten Bastøy for 95.000 kroner og oprettede Bastøy skolehjem, et skolehjem for «slemme drenge». De første elever kom til drengehjemmet 1900. Hvert af de fem internater på øen havde plads til 30 drenge, og eleverne var fra 8 til 19 år gamle. Selv om Bastøy havde plads til omkring 150 elever, var elevtallet omkring hundrede frem til anden verdenskrig. Senere var der budgetteret med 90 elever. Oplæringen omfattede blandt andet landbrug og værkstedsoplæring ud over almindelig skoleundervisning. Da skolehjemmene blev overført til Sosialdepartementet i 1953, ændrede Bastøy Skolehjem navn til Foldin verneskole og senere Foldin offentlige skole. Drengehjemmet blev nedlagt omkring 1. oktober 1970.
Straffesystemet på skolehjemmene var  hårdt, og drengehjemmet på Bastøy lignede på flere måder et fængsel, særlig frem til lige efter krigen.
Yngvar Ustvedts bog «Djeveløya i Oslofjorden – Historien om Bastøy og andre straffeanstalter for slemme gutter» fra 2000 beskriver forholdene ved det berygtede drengehjem. Den norske spillefilm «Kongen av Bastøy» er en dramatiseret genfortælling af et oprør ved skolehjemmet  20. maj  1915.

### Vernehjem og fængsel
Statens vernehjem Bastøy overtog Bastøy skolehjems bygninger efter at dette blev nedlagt i 1970. Fra 1971 tog vernehjemmet mod  bl.a. hjemløse alkoholskadede. Anlægget blev senere kredsfængsel og fra 1988 landsfængsel under navnet Bastøy fengsel, en åben anstalt med plads til omkring 115 fanger.